# Осада Амория
Осада Амория — один из важнейших эпизодов арабо-византийских войн. В августе или сентябре 838 года византийский город Аморий был захвачен и разрушен после непродолжительной осады армией Аббасидского халифата во главе с халифом Аль-Мутасимом (833—842). Данное событие стало ответом арабов на предпринятый в предыдущем году поход византийцев в приграничную область халифата, когда византийцы уничтожили население Запетры, родного города халифа. В качестве ответной меры Аль-Мутасим решил совершить масштабное вторжение в Византию с целью захвата расположенного в западной части Малой Азии Амория — родного города Аморийской династии, к которой принадлежал правящий в то время император Феофил (829—842).
Для нападения на город, ставший в IX веке одним из важнейших в империи, Аль-Мутасим собрал восьмидесятитысячную армию, которую разделил на две части. Одна из них наступала с северо-востока, другая с юга. Северо-восточная нанесла поражение византийцам под командованием Феофила при Анзене 22 июля 838 года. Это позволило арабам проникнуть вглубь византийской Малой Азии. Обе арабские армии соединились под Анкирой, которую они нашли оставленной. После разграбления города арабы повернули к Аморию и достигли города 1 августа. Поскольку в это время в византийской армии начался мятеж персов-хуррамитов, а также в связи с волнениями в столице, Феофил не смог оказать помощь осаждённому городу. Аморий был хорошо укреплён и имел сильный гарнизон, однако в результате предательства враги узнали о слабом месте в городских стенах. Именно в этом месте аббасидская армия сконцентрировала свои силы и смогла пробить брешь. Аморий был захвачен и планомерно разрушен, после чего никогда не вернулся к прежнему процветанию. Большинство жителей было убито, оставшиеся в живых обращены в рабство. Большинство выживших были освобождены после заключения перемирия в 841 году. Однако те из выживших, которые занимали крупные должности, были отправлены в столицу халифата Самарру, где были казнены в следующем году после отказа принять ислам. Они известны как 42 аморийских мученика.
Влияние этого поражения было значительным для Византии. Падение Амория начало период внешнеполитического упадка Византии. Также оно дискредитировало идеологию иконоборчества, отменённую после смерти Феофила в 842 году.

## Византия и арабы в 830-х годах
В 827 году началось арабское завоевание Сицилии и в правление императора Феофила (829—842) события развивались неблагоприятным для Византии образом. В 830 году к острову прибыли флоты из арабской Испании и Северной Африки. Арабы смогли договориться об объединении своих сил и достичь некоторых успехов, однако затем в их рядах началась эпидемия. Византийцы перешли в наступление и остатки арабов отступили в Испанию. Одновременно с этим другая часть арабов осадила Палермо и в августе-сентябре 831 года город пал. В следующие два года активных боевых действий на острове не велось. В 834—835 годах ряд поражений византийцам нанёс полководец Абу-Фихр, но в результате мятежа он был убит. Осенью 835 года арабы добились успеха под командованием ибн Якуба, а в сентябре арабскую армию в Сицилии возглавил Абу-л-Аглаб Ибрахим ибн Абдаллах ибн аль-Аглаб, двоюродный брат аглабидского правителя Зиядет-Аллаха I (817—838). При нём продолжились нападения на греческие области острова, продолжались настойчивые попытки захватить хорошо укреплённый город Кастроджованни. Зимой арабы смогли захватить этот город вместе с богатой добычей. В 837 году Феофил решил начать боевые действия на восточной границе, вступив для этого в союз с главой восставших против арабов иранских хуррамитов Бабеком. К этому времени хуррамиты находились в тяжёлом положении, осаждённые в крепости Альбудд. Рассчитывая на то, что армия халифата, отвлечённая на борьбу с Бабеком, не окажет серьёзного сопротивления, Феофил во главе стотысячной армии вторгся в пределы Арабского халифата. В византийскую армию, в том числе, входили разбитые в 834 году персы-мухаммиры. В данную оценку, основанную на данных арабских источников, входит 70 000 солдат и 30 000 человек обслуживающего персонала. Это соответствует данным американского византиниста Уоррена Тредголда о численности византийской армии в Малой Азии на тот момент: 88 000 солдат (50 000 солдат азиатских фем, 14 000 хуррамитов и 24 000 тагмного войска) и 24 000 слуг. Таким образом, сформированная армия была крупнейшей, выставленной Византией на поле боя за последние несколько столетий.
Первой целью византийцев была запланирована Мелитена, чьи войска нанесли поражение Византии в 835 году, однако пройдя через горы император отправился к расположенной в 56 км к юго-западу крепости Запетра (Σωζόπετρα, Ζιζόατρα, Ζάπετρα), находившейся в окрестностях современного турецкого города Вираншехир. Феофил взял и сжёг Запетру, являвшуюся, согласно сведениям византийского хрониста Продолжателя Феофана, родиной халифа Аль-Мутасима. Мужская часть мусульманского населения была перебита, женщины и дети взяты в плен, пленным выкалывали глаза, отрезали уши и носы. Источники отмечают, что пострадали также и христиане Запетры, чьё имущество было разграблено. Затем византийцы разграбили область Мелитены, также захватив пленных, и осадили Арсамосату. Поскольку большая часть арабских войск была отвлечена на борьбу с Бабеком, город был захвачен и около 4000 арабов при этом было убито на поле боя. После этого Феофил опустошил прилегающую с севера к Арсамосате часть Армении, добиваясь выплаты дани. Эта цель была достигнута, а правитель Сиспирита признал власть Византии. Затем Феофил вернулся к Мелитене, жители которой предпочли откупиться от византийцев дарами, возвращением взятых два года назад в плен греков и выдачей около 1000 человек заложников. Учитывая силу укреплений города, император удовлетворился этим. Приказав отрезать пленникам уши и носы он их отпустил. После этого император торжественно возвратился в Константинополь, где в память о победе приказал начать постройку дворца, разбить сады и устроить водопровод. Победа и устроенный в её честь триумф позволили забыть о ряде предшествующих поражений. В связи с подчинением Сиспирита причерноморский дукат Халдия был преобразован в фему — это должно было придать больший авторитет византийскому командующему в регионе. Византийский поход не привёл к улучшению положения Бабека, который был захвачен в плен арабами в сентябре 837 года. В результате этого его последователи, которых было около 16 000, по примеру хуррамитов бежали в Византию; их интеграция в византийскую армию была поручена хуррамиту Феофобу. Далее, не заботясь о возможных последствиях на востоке, Феофил решил сосредоточить своё внимание на кампании в Сицилии и религиозных проблемах, связанных с его иконоборческой политикой.
Как сообщают арабские источники, когда толпы беженцев из разрушенной Запетры достигли резиденции халифа в Самарре, Аль-Мутасим вскочил на лошадь и хотел тотчас же отправиться в поход. Однако это было невозможно, пока Бабек продолжал сопротивление, поэтому он только отправил часть войска под командованием Уджейфа ибн Анбасы и Мухаммеда Кутаха на помощь населению Запетры. Когда арабская армия прибыла к Запетре, византийцы уже ушли. В конце 837 года Бабек был побеждён полководцем Афшином, и в начале 838 года арабы совершили небольшой набег. Однако захват небольшого количества пленных и скота не мог удовлетворить их желание мести.

## Ход событий

### Анзен и Анкира
После победы над Бабеком Аль-Мутасим вернулся к идее мести византийцам. Согласно арабскому историку ат-Табари, халиф обратился к своим советникам с вопросом «какая из греческих крепостей самая недоступная и лучшая». Ему ответили, что это Аморий, поскольку «в ней не бывал никто из мусульман со времён появления ислама; она глаз и основание христианства; у греков она почётнее Константинополя». По положению звёзд астрологи предрекли неудачу похода, на что халиф не обратил внимания. Аль-Мутасим выступил в поход в апреле 838 года с огромными силами, согласно ат-Табари — беспрецедентными. Арабский историк аль-Масуди приводит оценки от 200 до 500 тысяч человек, и эту версию принимает А. А. Васильев; У. Тредголд считает более реалистичной оценку Михаила Сирийца в 80 000 человек. Во главе авангарда стояли тюрк Ашинас и Мухаммед ибн Ибрахим ибн Мус’аба, правым крылом командовал турок Итах, левым — Джафар ибн Динар ибн Абдаллах ал-Хайат, в центре был Уджейф ибн Анбаса. На знамёнах по приказу Мутасима была сделана надпись «Аморий». Войско остановилось на расстоянии дня пути от Тарса в месте, где обычно происходил обмен пленными между византийцами и арабами. Тем временем Феофил выступил из Константинополя и остановился в Дорилеуме в трёх днях пути от Амория. Его армия состояла из кавалерийской тагмы под командованием доместика схол Мануила Армянина, персов Феофоба и, возможно, фемное войско Фракии и Македонии, которым в то время не угрожало вторжение. Численность арабского войска, о которой стало известно грекам, заставляла многих советовать императору во избежание напрасных жертв переселить жителей Амория в безопасное место, это также могло заставить арабов отказаться от своих планов и устраняло необходимость разделения войска. Но Феофил, считая это недостойным и малодушным, решил укрепить город, доверив его защиту опытному полководцу Аэцию, стратигу фемы Анатолик. Дополнительно был послан отряд экскувиторов под командованием евнуха Феодора Кратира и патрикия Феофила Вавутчика. Убеждённость императора в победе была связана с религиозной ситуацией в стране — истинность отстаиваемого Феофилом иконоборчества должна была быть явлена не только в конфессиональных спорах, но и на поле боя. Феофил занял позицию, позволяющую контролировать дорогу из Киликийских ворот в Анкиру, возможно у её пересечения с рекой Галис. После отправки примерно половины армии в Аморий у него оставалось около 40 000 солдат. Возможно также, что здесь к нему присоединились войска соседних фем Букеларии, Пафлагония и Армениакон.
Хотя Аль-Мутасим действительно собирался пройти по дороге через Киликийские ворота, его план был более сложен, чем это представлялось Феофилу. Желая произвести нападение с нескольких сторон, халиф разделил свою армию на две части, и послал меньшую (30 000 человек, включая 10 000 турок и всю армию арабской Армении) под командованием Афшина Хайдара ибн Кавуса к городу Серуджу. Тот пересёк Антитавр в середине июня 838 года и там ожидал назначенного дня, чтобы пересечь границу с Византией. Там к нему, по предположению А. Васильева, присоединились армянские войска и мелитинский эмир Умар ал-Акта. Объединённый отряд остановился в долине Дазимон рядом с современным городом Токатом. Вторая часть арабской армии, которую возглавляли халиф и Ашинас, как и ожидали византийцы, направилась через Киликийские ворота к Анкире, после захвата которой они должны были двинуться к Аморию. 19 июня Ашинас получил приказ выступать с авангардом к городу Сафсафу, а 21 числа выступил и сам Мутасим. В это время арабам стало известно, что византийское войско находится по другую сторону приграничной реки Лямис, в месте, где обычно происходили обмены пленными, и собирается совершить неожиданное нападение. Ввиду этого Мутасим приказал Ашинасу не продвигаться дальше, а ожидать прибытия арьергарда с обозом, камнеметательными машинами и провиантом. Через три дня Ашинас получил новый приказ — захватить пленных и узнать сведения об императоре и его войске. Это задание было выполнено, в результате чего арабам стало известно о точном месте расположения византийской армии и планах военачальника крепости Курра устроить засаду в горах. Также стало известно о том, что недавно Феофил получил информацию о том, что со стороны фемы Армениакон движется армия Афшина, после чего выступил с одним отрядом к нему навстречу. Остальное войско было оставлено под командованием некоего родственника императора. Эти сведения были тотчас же сообщены Мутасиму, который распорядился отправить гонца к Афшину, но было уже слишком поздно. 22 июля у скалы Анзен (др.-греч. Άνζήν) к западу от Токата состоялось сражение, в котором со стороны Византии, помимо императора Феофила, командующими были перс Феофоб и Мануил Армянин. Сражение в начале складывалось удачно для византийцев, но затем арабская конница обратила их в бегство. Достигнув Лямиса, солдаты узнали, что оставленное Феофилом войско разошлось, не желая повиноваться его родственнику. Остатки византийской армии собрались в местности Хилиок, к северу от Амасии. 27 июля от полученных при Анзене ран скончался Мануил Армянин.
В это время Ашинас получил прибывшие с арьергардом припасы и двинулся вперёд. Мутасим шёл за ним на расстоянии дня пути. Находясь в трёх днях пути от Анкиры, Ашинас от пленных узнал о том, что поблизости находится большое количество беженцев с припасами. На их поиски был отправлен Малик ибн Кейдар с 500 воинами, а сам Ашинас двинулся к Анкире, представлявшей в то время хорошо укреплённую крепость. Однако город был оставлен жителями, узнавшими о поражении Феофила. У Анкиры Малик встретился с Ашинасом, туда же на следующий день прибыл Мутасим. Ещё несколько дней спустя к ним присоединился Афшин, после чего Анкира была захвачена и разрушена.

### Осада и падение Амория
Вскоре Феофил получил известие от своей мачехи Ефросинии, что достигшие столицы дезертиры распространяют слухи о его гибели и народ собирается избрать нового императора. Феофил срочно отправился в Константинополь, где своим появлением и казнью нескольких заговорщиков прекратил смуту. Тем временем в его отсутствие в Малой Азии взбунтовалась персидская часть армии, провозгласив своим императором Феофоба. Хотя последний не предпринимал попыток распространить свою власть дальше Пафлагонии, в его распоряжении было до 30 000 войска, и его возможное объединение с арабами представляло реальную опасность для Феофила. Всё это произвело тяжёлое впечатление на императора. Он пал духом и отправил послов к халифу Мутасиму с униженными объяснениями и обещаниями. Феофил заявлял, что при взятии Запетры его военачальники превысили его приказания, он обещал на свои средства отстроить разорённый город, выдать халифу не только пленных жителей Запетры, но и всех находившихся в плену арабов и даже своих людей, которые бесчинствовали при взятии города. Мутасим не обратил внимания на просьбы императора и, посмеявшись над трусостью Феофила, удерживал послов до завершения осады Амория. Армия арабов двинулась к Аморию тремя колоннами: в центре находился сам Мутасим, левую колонну возглавлял Ашинас, правую Афшин. Был отдан приказ брать в плен всех без различия пола и возраста, разрушать и сжигать все селения. Через семь дней к Аморию подошла первая колонна, и через ещё три дня вся арабская армия была у стен города. Хронологию перемещений частей арабской армии приводит ат-Табари. Учитывая, что от Анзена до Анкиры примерно 180 миль, и ещё 100 миль от Анкиры до Амория, это даёт среднюю скорость перемещения армии в 30 миль в день.
В это время Аморий переживал период своего наивысшего расцвета и представлял из себя сильную крепость с 44 башнями. Осада началась 1 августа 838 года. Вначале арабы не достигли особого успеха и обе стороны несли значительные потери. Согласно источникам, перелом в ходе осады случился после того как предатель — ранее захваченный в плен византийцами мусульманин, принявший крещение и женившийся — указал арабам место, где стена города могла быть легко пробита. Действительно, в результате атаки в указанном месте стена была разрушена. Командующие защитниками города Аэций и евнух Феодор отправили императору письмо, в котором сообщали о разрушении стены, многочисленности окружившего город войска и своём намерении ночью пробиться сквозь неприятельские ряды и направиться к императору. Для передачи Феофилу письмо было вручено двум лицам, греческому рабу и некоему человеку, владевшему арабским языком. Выйдя из города, они были захвачены арабами и заподозрены им в шпионаже. При их обыске было обнаружено письмо. Прочтя письмо, халиф наградил деньгами посланных греков, которые согласились принять ислам. На следующий день утром, одев их в богатые одежды, велел провести их мимо стены Амория с тем, чтобы Аэций мог их увидеть. После этого арабы организовали пикеты вокруг города. Далее Мутасим приказал построить баллисты, которые были поставлены на платформы, под которыми находились повозки. Для ликвидации городского рва каждому воину было роздано по барану, которого необходимо было съесть, а шкуру наполнить землёй и кинуть в ров. Однако таким образом, из-за бросаемых со стен города камней, устранить ров не удалось. Несмотря на это Мутасим приказал начать придвигать осадные башни, однако одна из них была потеряна, и таким образом первая попытка штурма оказалась безуспешной. На следующий день Мутасим отдал приказ о новом штурме. Первый день, когда на штурм пошли войска Ашинаса, решительных результатов не дал. На следующий день в бой вступили войска Афшина, и их действия вызвали бо́льшее одобрение халифа, и в этой связи ат-Табари приводит рассказ, показывающий, что в то время в арабской армии не было единства, и что существовал заговор с целью свержения Мутасима в пользу его племянника Аббаса ибн аль-Мамуна. На третий день в бой пошли войска Мутасима. Все эти дни шли тяжёлые бои в проломе стены и, как сообщает ат-Табари, несли тяжёлые потери. Руководивший обороной в этом месте Венду запросил помощи у Аэция, но получил отказ. После этого Венду вступил в переговоры с Мутасимом о сдаче, в результате которых проход в город был открыт и арабы беспрепятственно вошли в город.
Часть греков бросилось в большую церковь в аморийском монастыре, где они после упорного сопротивления сгорели. Остальные под командованием Аэция заперлись в башне. После непродолжительных переговоров Аэций сложил оружие. Согласно ат-Табари осада длилась 55 дней — по подсчётам А. А. Васильева это даёт 24 сентября 838 года. Согласно российскому историку, другие источники, дающие меньшее количество дней осады, менее достоверны.

## Последствия
В Амории арабы захватили огромное количество военнопленных, в том числе военачальников и крупных чиновников. Было разграблено и разрушено множество церквей, служители которых также были уведены в плен. Из общего населения города в примерно 70 000 около 30 000 было убито. По приказу халифа, после отделения от общей массы пленных знатных и богатых греков, оставшиеся были разделены между четырьмя военачальниками. Распределение добычи заняло пять дней, остальное было сожжено. Стены и ворота Амория были разрушены. Только после этого были отпущены к императору захваченные перед осадой послы. Затем, желая продолжать поход, Мутасим решил двинуться навстречу византийской армии. Во время перехода часть пленных отказалась идти дальше и была убита, а некоторые из оставшихся напали на солдат и бежали. Узнав об этом, Мутасим приказал казнить 6000 человек. Блестящий успех, которым сопровождался поход 838 года, мог бы поощрить Мутасима к дальнейшему движению против царя Феофила, однако из-за восстания Аббаса он решил возвратиться назад. Наряду с огромной добычей он привёл с собой множество пленных, в числе которых были высшие византийские сановники, в том числе патрикий Аэций, протоспафарий Феодор Кратир и родственник его супруги друнгарий Константин Вавуцик. Все пленники были приведены в Багдад и поселены в построенной Мутасимом столице халифата Самарре на реке Тигр, где они находились в заключении. Поскольку переговоры об их освобождении закончились безрезультатно, пленники приняли мученическую смерть в 846 году.
В результате поражения 838 года Феофил принял решение организовать европейскую коалицию против Аббасидов. Для этого он вступил в переговоры с западным императором Людовиком Благочестивым, с дожем Венеции Пьетро Традонико и с испанским калифом Абд ар-Рахманом II из династии Омейядов. Прежде всего византийское посольство патрикия Феодосия появилось в конце 838 года в Венеции. Феодосий убедил венецианцев отправить флот против сицилийских арабов, начавших завоевания в Южной Италии. Эта экспедиция не имела успеха, так как венецианский флот был разбит арабами. Пробыв в Венеции около года, патрикий Феодосии 17 июня 839 года был принят германским императором в Ингельгейме, где вёл переговоры об отправке флота в Африку с целью отвлечения сил Мутасима. Это посольство не привело ни к каким военным или политическим последствиям. Результатом переговоров в Испании стало ответное посольство, которое было принято в Константинополе. Через него Абд ар-Рахман II дал обещание снарядить флот, как только внутриполитическая обстановка в Испании позволит сделать это. Не исключено, что заговор Аббаса также поддерживал Феофил. Несмотря на сделанные попытки привлечь к борьбе против Багдадского калифата государства Западной Европы, положение дел на восточной границе осталось весьма неудовлетворительным. Вообще, внешняя
политика Феофила по отношению к арабам была одинаково неудачна и на Западе, и на Востоке. На обоих направлениях к середине IX века они получили перевес и теснили империю в её исконных владениях. Проникновение же арабов в самый центр малоазийских владений Византии нарушило систему военной обороны. Центр фемы Анатолика был временно перенесён в Полиботус. Поэтому Феофил пошёл на выплату громадной суммы в 2400 фунтов золота, чтобы получить от арабов почётный мир и выкупить всех пленников, однако халиф поставил такие оскорбительные условия, на которые Феофил не мог согласиться. Таким образом, мир не был заключён и война продолжалась, хотя и менее интенсивно. Некоторым удовлетворением для самолюбия греков было то, что византийский флот произвёл удачное нападение на Антиохию, а сухопутное войско опустошило арабские владения от Мелитены до Мараша. В целом, по мнению У. Тредголда, потеря Амория не была катастрофой в военном отношении, и её единственным долговременным следствием стала идея о том, что иконоборчество не обеспечивает достаточной божественной поддержки, что и привело к отказу от этой идеологии в 843 году.